# Касиманов, Садык
Садык Касиманов (каз. Садық Қасиманов; 12 марта 1905, Абайский район, Абайская область — 6 февраля 1977, Алма-Ата, Казахская ССР) — казахский советский педагог, этнограф, поэт. Заслуженный учитель Казахской ССР, член Союза журналистов Казахской ССР.

## Биография
Родился 12 марта 1905 в Абайском районе Абайской области.
В 1938 году окончил КазПИ (ныне КазНПУ им. Абая).
В 1939—1960 годах занимался преподавательской деятельностью.
В 1960—1971 годах научный сотрудник Академии наук Казахстана. Исследовал казахскую этнографию (рукоделие, национальные игры и др.).
Награжден медалью «За трудовую доблесть».

## Труды
- «Өс-өс, бөбек» (1961),
- «Сиқырлы сыбызғы» (1961),
- «Қазақ халқының қолөнері» (1962),
- «Қазақтың ұлттық ойындары» (1963, соавт.),
- «Қазақтың ұлттық тағамдары» (1977).